# Malert

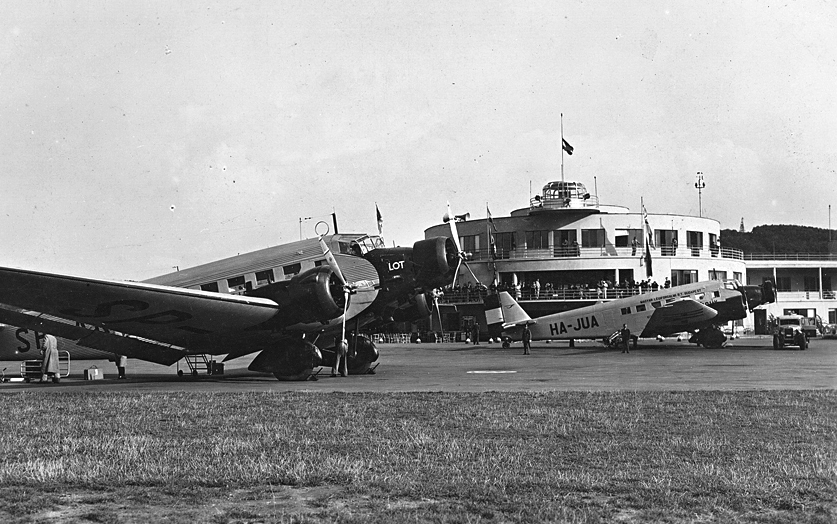
Několik Ju 52 na letišti. Stroj Malértu v pozadí.

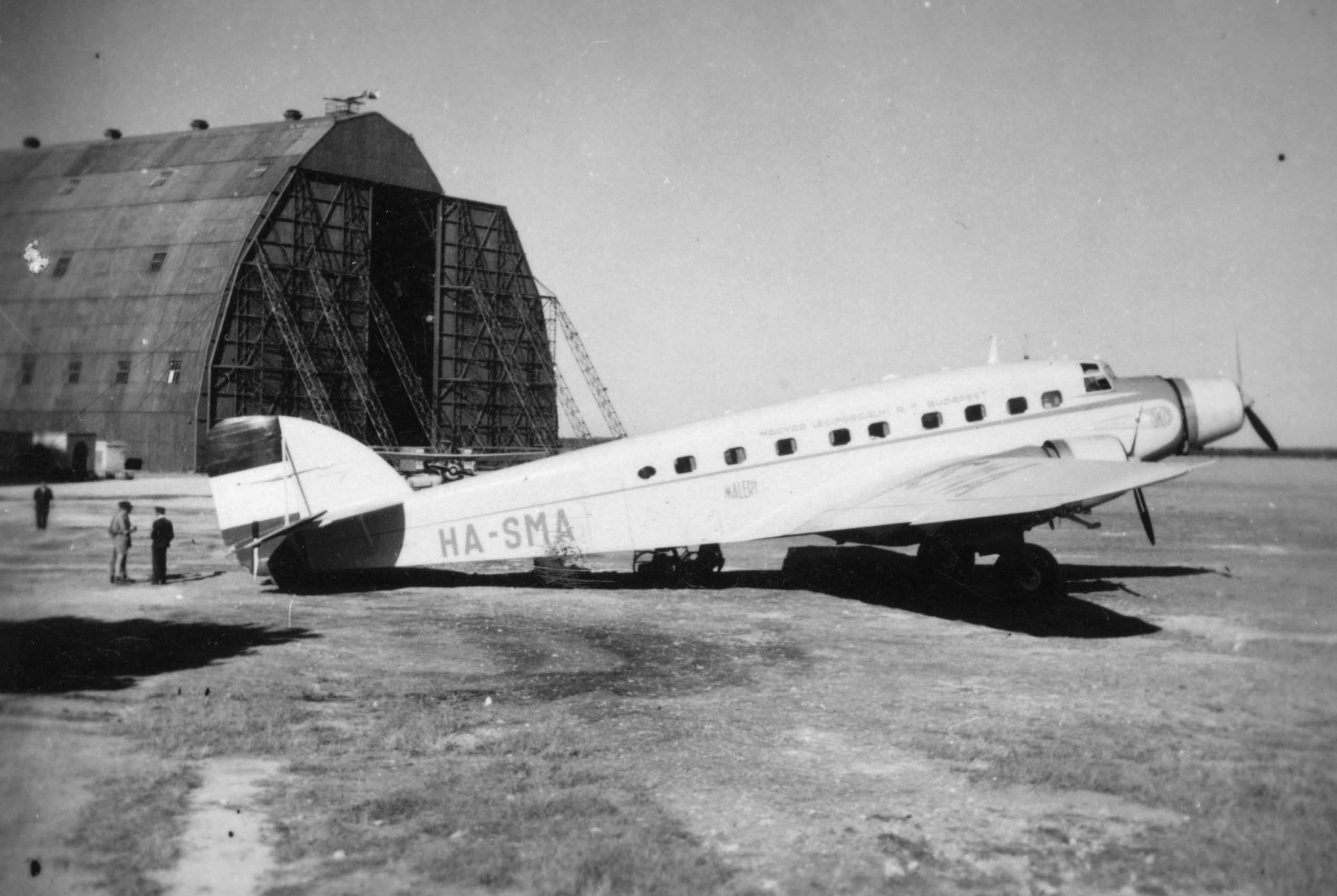
SM.75

Malert (Magyar Légiforgalmi R.T.) byla maďarská letecká společnost, založená 19. listopadu 1922.
V roce 1929 společnost provozovala pravidelné lety spojující Budapešť s Bělehradem a Vídní.
Hlavní flotilu společnosti před rokem 1939 tvořilo osm třímotorových německých letounů Junkers Ju 52/3m (imatrikulace HA-JUA až HA-JUG, plus jeden letoun HA-DUR pro potřeby vlády), dodaných v letech 1933–39 a pět podobně koncipovaných třímotorových letounů Savoia Marchetti S.M.75 italské výroby (HA-SMA až HA-SME), dodaných v letech 1938–39. Provozovala také 3 německé letouny Focke-Wulf Fw 58 označené HA-FOA až HA-FOD. 
Páteřní linky provozované v letech 1938-9 každodenně byly trasy Budapešť-Krakov-Varšava, Budapešť-Praha a Budapešť-Vídeň.
V letech 1944-46 byla sloučena se sovětským Aeroflotem do společnosti Maszovlet (Magyar-Szovjet Légiforgalmi Társaság), předchůdce aerolinek Malév.